# Ängelholm (commune)
La commune d'Ängelholm est une commune suédoise du comté de Skåne. 40 336 personnes y vivent. Son chef-lieu se situe à Ängelholm.

## Localités
- Ängelholm
- Margretetorp
- Munka-Ljungby
- Skepparkroken
- Starby
- Strövelstorp
- Svenstorp
- Vejbystrand